# 高橋善正
高橋 善正（たかはし よしまさ、1944年5月5日 - ）は、高知県高岡郡窪川町（現：四万十町）出身の元プロ野球選手（投手、右投右打）・コーチ、解説者・評論家。1975年から1992年までの登録名は高橋 良昌（読み同じ）。史上12人目の完全試合達成者。

## 経歴

### プロ入りまで
高知商高では2年次の1961年、夏の甲子園に出場。後に同校監督となる谷脇一夫とバッテリーを組み、1回戦で大分・高田高の門岡信行と投げ合って完封勝利を飾る。続く2回戦では相羽欣厚・江藤省三らのいた中京商高と打撃戦を展開。一時は5点リードするが逆転され、山中巽・林俊彦の継投に屈し7-8で惜敗。谷脇以外のチームメイトに、後に巨人入りする岩郷泰博がいる。3年次の1962年夏も県予選を勝ち抜き南四国大会決勝に進出するが、徳島商高の日崎勝（四国電力）に完封を喫し、甲子園出場を逸する。
卒業後は1963年に中央大学法学部政治学科へ進学し、野球部では高森正則（日本鋼管）・水沼四郎とバッテリーを組み活躍、東都大学野球リーグでは在学中に2回優勝を経験する。2年次の1964年秋季では当時のリーグ新記録である8連勝を達成するなど8勝0敗の成績で優勝に貢献し、最高殊勲選手、最優秀投手、ベストナインに選ばれた。3年次の1965年秋季でもリーグ新記録のシーズン9勝をマークし最優秀投手、ベストナインに選ばれたが、エース芝池博明を擁する専大に優勝を阻まれる。リーグ通算63試合に登板し、サイドハンドからのくせ球を武器に35勝15敗、188奪三振、防御率1.61という記録を残した。通算35勝は芝池の41勝、田村政雄（中大）・松沼雅之（東洋大）の39勝に次ぐリーグ歴代4位タイで、大学同期には高畠導宏、日野茂がいる。

### 現役時代
1966年の第2次ドラフト1位（八木沢荘六と荒武康博を抽選で外した外れ1位）で東映フライヤーズに入団し、1年目の1967年に初登板を完封勝利で飾るなどチームトップの15勝（11敗）を挙げ防御率も2.46とリーグ9位に入り、新人王に選出された。2年目の1968年も先発として13勝を記録するなど活躍し、オールスターゲームにも初出場を果たす。
3年目の1969年にオープン戦でのランニングの際に排水溝に落ちて腰を痛めたことをきっかけに急激に成績を落とし、1970年に2勝に終わった後、一度は引退を決意。プロゴルファーへの転向を考えたが、「やれるところまでやってみよう。それでダメなら仕方がない」と覚悟を決めて1971年シーズンに挑む。この年もなかなか勝ち星が掴めなかったが、3勝6敗で迎えた8月21日の西鉄戦（後楽園）でプロ野球史上12人目の完全試合を達成している。東都リーグ時代から一緒にやっていた内野陣の大下剛史・大橋穣は1回から「善正、完全試合だぞ!」など無責任なことを言っていたが、6、7回あたりから意識し始めると、途中から何も言わなくなった。逆に「お前の方が緊張してるじゃないか!」と思った高橋は周囲がざわめき始めた8回あたりから完全試合を意識し、若い打者が多かった西鉄打線を遊び半分で指に挟んで投げたスライダーで引っ掛け、最後の打者となった和田博実はシュートを打ち上げて左飛で終わった。試合終了と共に高橋は仲間達に胴上げされ、記者陣の質問には「自分の武器だったシュート、シンカーがうまく投げられず、カーブやスライダーでごまかしながら投げていたが、逆に相手がシュート系を意識してくれ、戸惑ったのかもしれないですね」「西鉄ライオンズは黒い霧事件で主力選手が退団して弱体化していたからできた」と冷静にコメントした。投球数86、三振は3回の三輪悟から奪った1個だけで、内野ゴロ15、内野フライ7、外野フライ4と打たせて取るピッチングであった。この年7勝（11敗）防御率3.27（リーグ9位）と復活の兆しを見せると、1972年は4年ぶりのオールスター出場を果たすなど、やはり4年ぶりとなる二桁の10勝を挙げた。
1973年に東映が日拓ホームに買収されると、小坂敏彦・渡辺秀武との交換トレードで読売ジャイアンツへ移籍。元々、日拓は主砲の張本勲を放出して、小坂・渡辺に加えてある内野手を交換する方向で話が進んでいたが、日拓側が左投手を求めて高橋一三の名を挙げると、巨人側が拒否して一度破談になっていた。ここで、巨人が15勝できる投手が欲しいと高橋善を求め、トレードが成立したという。
移籍1年目の同年は東映での6年間の練習量を1年でこなすなど練習の量と質を驚き、5月9日の阪神戦（甲子園）で完投勝利を挙げたが、この1勝に終わる。1974年4月15日の広島戦（広島市民）で2安打1失点（奪三振9、与四死球2）の完投勝利を挙げ、これが川上哲治の監督通算1000勝目となった。10月14日に行われた長嶋茂雄の引退試合では先発し、他のV9メンバーと共にスコアボードにその名を連ねた。その後は主として中継ぎに転向し、1975年には小川邦和と並びチーム1位の53試合に登板。同年オフには杉下茂コーチに反発して引退を決意し、プロゴルファー転向を考えた小林繁に「一度でも死ぬ気になって野球に取り組んだことがあるか?野球を辞めるなんて言葉を吐くのは死ぬ気になってやった後にしろ」と諭し、杉下への謝罪を勧めて無事に復帰させた。1977年には阪急との日本シリーズに初登板したが、同年限りで現役を引退。

### 指導者、解説者として
引退後は巨人で二軍投手コーチ（1978年 - 1979年, 1981年 - 1983年）・一軍投手コーチ（1980年）、中日で一軍投手コーチ（1986年）→スカウト（1987年）、日本ハム一軍投手コーチ（1988年 - 1989年）、大洋一軍投手コーチ（1990年 - 1992年）、シダックス投手コーチ（1997年 - 1998年）、中央大学で投手コーチ（2007年）→監督（2008年 - 2011年）を務めた。コーチ業の合間を縫って、テレビ東京「メガTONスポーツTODAY」初代解説者（1984年 - 1985年）、NHK-BS「メジャーリーグ中継」解説者（1993年 - 1996年）、日刊ゲンダイ評論家（1999年 - 2006年）も歴任。
コーチとしては選手を怒鳴ってやらせるタイプで、巨人時代の1979年オフには地獄の伊東キャンプに参加し、急勾配の坂道である馬場平でのランニングや投手陣をフリー打撃に登板させる際、マウンドの前に置く防球ネットの撤去を提案。午後にやらせたサザンクロスCCでのランニングは上りが多くなるように、インの9ホールを逆に走らせて3km以上とし、その後は腹筋と背筋の強化が待っていた。開幕後は杉下が高橋をコーチとして育てるため、ベンチとブルペンを交代で担当した。
1984年には11月1日に日本学生野球協会に認められ、母校・中大臨時コーチを務めたが、これがプロ・アマ交流の端緒となる。
日本ハムコーチ時代は、河野博文らに「バンバン投げて、バンバン壊せ。いい球投げるヤツは、嫌いなヤツでも使ってやる」と檄を飛ばす姿がテレビで放映され、同郷の河野や高校の後輩である津野浩には特に厳しく指導していた。秋のキャンプでは朝10時から夜21時まで練習させ、V字腹筋100回20セットで、毎日腹筋2000回をやらせ、途中でV字を保てなかった場合は一からやり直しを命じた。ブルペンで毎日200球投げさせた後、坂道ダッシュのタイムトライアルで設定したタイムを切るまで延々走らせ、終了後はホテルのレストランも終わっているため、武田一浩や河野と津野を連れて寿司を食いに行くという毎日であった。
高校の先輩である須藤豊監督の就任に伴って移籍した大洋では、高校の後輩である中山裕章を先発として一本立ちさせた。佐々木主浩には最初の1年間は先発をやらせたが、腰を痛めていたため全然通用せず、リリーフに転向させた。リリーフでも2試合はもっても3試合目はボールが来ていなかったため、 試合前には須藤に「今日投げさせると三連投になるから無理です」と伝えておき、一度は「分かった、分かった。今日は使わないからな」と言ってくれた。試合が始まると、高橋に向かって「佐々木、（ブルペンで投球練習を）やっているか」と聞いてくるため、内心「あんた、使わないって言ったやん!」と何度も思った。当時大洋の捕手であった谷繁元信は「（同じ一軍投手コーチだった小谷正勝とは）性格的には両極端。高橋さんは精神的に叱咤激励するタイプでしたから、バランスは良かったんじゃないですか。」と述べている。
清水達也に代わって就任した中大監督時代には1シーズン目で6季ぶりの1部昇格を成し遂げたが、2011年秋には最下位となり入替戦に回ったが1部に残留。2012年1月限りで監督を退任し、秋田秀幸に交代した。教え子には澤村拓一・美馬学・鍵谷陽平がおり、大学2年秋には球速が150km/hを超えるようになっていた澤村にはコントロールと変化球を磨くよう繰り返し指導し、3年の秋頃から成長の兆しが見られたといい、完封した4年秋の亜細亜大戦は高橋も「ピッチングと呼べる投球」と評価した。澤村も同年春から変化球を磨き、ピッチングの幅が広がっていることを実感していた。
退任後は再び日刊ゲンダイ評論家（2012年 - ）を務める傍ら、全国野球振興会の常任理事。
2018年に完全試合達成時のウイニングボールを野球殿堂博物館に寄贈し、武智文雄の完全試合達成時のボールと並んでプロ野球の歴史コーナーで展示されている。

## 詳細情報

### 年度別投手成績
| 年 度      | 球 団      | 登 板 | 先 発 | 完 投 | 完 封 | 無 四 球 | 勝 利 | 敗 戦 | セ 丨 ブ | ホ 丨 ル ド | 勝 率 | 打 者 | 投 球 回 | 被 安 打 | 被 本 塁 打 | 与 四 球 | 敬 遠 | 与 死 球 | 奪 三 振 | 暴 投 | ボ 丨 ク | 失 点 | 自 責 点 | 防 御 率 | W H I P |
| ---------- | ---------- | ----- | ----- | ----- | ----- | -------- | ----- | ----- | -------- | ----------- | ----- | ----- | -------- | -------- | ----------- | -------- | ----- | -------- | -------- | ----- | -------- | ----- | -------- | -------- | ------- |
| 1967       | 東映       | 45    | 27    | 5     | 5     | 3        | 15    | 11    | --       | --          | .577  | 884   | 226.2    | 212      | 21          | 22       | 0     | 6        | 101      | 0     | 0        | 68    | 62       | 2.46     | 1.03    |
| 1968       | 東映       | 38    | 22    | 8     | 1     | 2        | 13    | 14    | --       | --          | .481  | 845   | 198.1    | 204      | 16          | 50       | 6     | 8        | 78       | 1     | 0        | 87    | 75       | 3.40     | 1.28    |
| 1969       | 東映       | 34    | 14    | 2     | 0     | 0        | 3     | 11    | --       | --          | .214  | 437   | 105.2    | 118      | 13          | 13       | 0     | 0        | 45       | 0     | 0        | 59    | 48       | 4.09     | 1.24    |
| 1970       | 東映       | 23    | 10    | 0     | 0     | 0        | 2     | 9     | --       | --          | .182  | 351   | 84.0     | 83       | 14          | 16       | 2     | 4        | 43       | 0     | 0        | 51    | 42       | 4.50     | 1.18    |
| 1971       | 東映       | 34    | 24    | 6     | 1     | 1        | 7     | 11    | --       | --          | .389  | 754   | 181.2    | 184      | 19          | 39       | 8     | 8        | 84       | 1     | 0        | 79    | 66       | 3.27     | 1.23    |
| 1972       | 東映       | 38    | 26    | 9     | 1     | 2        | 10    | 13    | --       | --          | .435  | 752   | 185.0    | 172      | 21          | 47       | 5     | 5        | 88       | 5     | 0        | 85    | 78       | 3.79     | 1.18    |
| 1973       | 巨人       | 25    | 9     | 1     | 0     | 0        | 1     | 5     | --       | --          | .167  | 291   | 70.1     | 74       | 14          | 11       | 2     | 3        | 50       | 2     | 0        | 31    | 27       | 3.45     | 1.21    |
| 1974       | 巨人       | 24    | 7     | 1     | 0     | 0        | 2     | 1     | 1        | --          | .667  | 240   | 59.0     | 53       | 5           | 11       | 2     | 0        | 27       | 2     | 0        | 20    | 15       | 2.29     | 1.08    |
| 1975       | 巨人       | 53    | 1     | 0     | 0     | 0        | 1     | 3     | 2        | --          | .250  | 360   | 95.2     | 72       | 9           | 12       | 0     | 2        | 40       | 0     | 0        | 30    | 27       | 2.54     | 0.88    |
| 1976       | 巨人       | 25    | 6     | 0     | 0     | 0        | 3     | 1     | 1        | --          | .750  | 252   | 62.2     | 62       | 12          | 12       | 5     | 3        | 39       | 0     | 0        | 27    | 24       | 3.45     | 1.18    |
| 1977       | 巨人       | 45    | 1     | 0     | 0     | 0        | 3     | 2     | 3        | --          | .600  | 241   | 55.2     | 58       | 9           | 22       | 6     | 0        | 30       | 3     | 0        | 34    | 27       | 4.37     | 1.44    |
| 通算：11年 | 通算：11年 | 384   | 147   | 32    | 8     | 8        | 60    | 81    | 7        | --          | .426  | 5407  | 1324.2   | 1292     | 153         | 255      | 36    | 39       | 625      | 14    | 0        | 571   | 491      | 3.34     | 1.17    |

### 表彰
- 新人王 （1967年）

### 記録
初記録
- 初登板・初先発・初勝利・初完投・初完封：1967年4月12日、対西鉄ライオンズ2回戦（後楽園球場） ※延長13回サヨナラ
- 初セーブ：1974年10月10日、対大洋ホエールズ25回戦（後楽園球場）、6回表から2番手で救援登板・完了、4回1失点

その他の記録
- 完全試合：1回 （1971年8月21日、対西鉄ライオンズ19回戦、後楽園球場） ※史上12人目
- オールスターゲーム出場：2回 （1968年、1972年）

### 背番号
- 18 （1967年 - 1972年）
- 11 （1973年 - 1977年）
- 80 （1978年 - 1983年）
- 75 （1986年）
- 84 （1988年 - 1989年）
- 81 （1990年 - 1992年）

### 登録名
- 高橋 善正 （たかはし よしまさ、1967年 - 1974年）
- 高橋 良昌 （たかはし よしまさ、1975年 - 1992年）

## 関連情報

### 著書
- 『情熱野球で勝つ「言葉の鉄拳」』（ベースボール・マガジン社：2009年7月）ISBN 4583101813